# Lepidotrogus nyassicus
Lepidotrogus nyassicus är en skalbaggsart som beskrevs av Moser 1913. Lepidotrogus nyassicus ingår i släktet Lepidotrogus och familjen Melolonthidae. Inga underarter finns listade i Catalogue of Life.